# Overworld
Overworld jest trzecim albumem studyjnym szwedzkiej grupy muzycznej Machinae Supremacy wydanym 13 marca 2008 roku przez Spinefarm Records.

## Lista utworów
Opracowano na podstawie materiału źródłowego.
1. „Overworld” – 4:21
2. „Need for Steve” – 4:11
3. „Edge and Pearl” – 4:00
4. „Radio Future” – 4:40
5. „Skin” – 5:24
6. „Truth of Tomorrow” – 4:35
7. „Dark City” – 5:56
8. „Conveyer” – 3:51
9. „Gimme More SID” (cover singla Britney Spears) – 3:32
10. „Violator” – 3:04
11. „Sid Icarus” (remake Flight of the Toyota) – 3:58
12. „Stand” – 4:47